# 459
El 459 (CDLIX) fou un any comú començat en dijous del calendari julià.

## Esdeveniments
- Ricimer és nomenat cònsol de l'Imperi Romà d'Occident.[1]